# Юліус Крон
Юліус Леопольд Фредрік Крон (Julius Leopold Fredrik Krohn, 19 квітня 1835, Виборг, Велике князівство Фінляндське} — 28 серпня 1888 Виборг) — фінський фольклорист, поет і перекладач, німець за походженням.
У 1862 році закінчив Гельсингфорський університет, де захистив дисертацію «Фінська поезія в період шведського панування» (Suomen kielinen runollisuus Ruotsinvallan aikana). Викладав в університеті фінську мову, з 1885 року — професор. Вивчав фінський епос, розробивши власний локально-історичний метод, який отримав подальший розвиток в працях його сина.